# Burni Waihlup
Burni Waihlup är ett berg i Indonesien.   Det ligger i provinsen Sumatera Utara, i den västra delen av landet, 1 500 km nordväst om huvudstaden Jakarta. Toppen på Burni Waihlup är 2 245 meter över havet, eller 738 meter över den omgivande terrängen. Bredden vid basen är 12,6 km.
Terrängen runt Burni Waihlup är huvudsakligen kuperad, men åt sydväst är den bergig.Runt Burni Waihlup är det mycket glesbefolkat, med 3 invånare per kvadratkilometer. I omgivningarna runt Burni Waihlup växer i huvudsak städsegrön lövskog.